# São Martinho das Moitas
São Martinho das Moitas ist ein Ort und eine ehemalige Gemeinde (Freguesia) im portugiesischen Kreis São Pedro do Sul. Die Gemeinde hatte 252 Einwohner (Stand 30. Juni 2011).
Am 29. September 2013 wurden die Gemeinden São Martinho das Moitas und Covas do Rio zur neuen Gemeinde União das Freguesias de São Martinho das Moitas e Covas do Rio zusammengeschlossen. São Martinho das Moitas ist Sitz dieser neu gebildeten Gemeinde.